# Sutton River
Sutton River är ett vattendrag i Kanada.   Det ligger i provinsen Ontario, i den östra delen av landet, 1 200 km nordväst om huvudstaden Ottawa.
Trakten runt Sutton River är nära nog obefolkad, med mindre än två invånare per kvadratkilometer.